# Atelopus galactogaster
Atelopus galactogaster és una espècie d'amfibi que viu a Colòmbia.